# Concha Győző

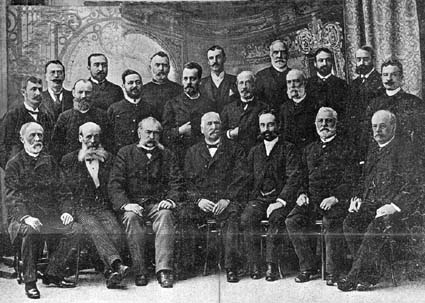
A KAC becsületbírósága 1890-ben, Kolozsvár (balról jobbra, ülnek: Albach Géza, dr. Haller Károly, Girsik János, br. Josika Lajos, br. Josika Gábor, Szigethy Miklós, Haller Rezső; állnak, első sor: gr. Lázár István, dr. Groisz Gusztáv, gr. Béldi Ákos, Concha Győző, Inczédy Sámuel, Gyarmathy Miklós, Deáky Albert; második sor: Kővári Mihály, Matskási Pál, Héczei Lajos, Varró László, gr. Esterházy Kálmán, dr. Baintner Hugó, dr. Felméri Lajos. 1890

Concha Győző (Marcaltő, 1846. február 10. – Budapest, 1933. április 10.) jogász, egyetemi tanár, főrendiházi tag, a Magyar Tudományos Akadémia tagja (levelező: 1886, rendes: 1900, igazgatósági: 1914, tiszteleti: 1931).

## Élete
1846. február 10-én született a Veszprém vármegyei Marcaltőn. Olasz eredetű családja a 18. század első felében vándorolt be Milánóból. Édesapja a nemesi származású, Concha János (1803-1865), a gróf Amade család gazdatisztje volt, édesanyja Járányi Fanni (1811-1879). Testvére Károly, költő, író, nyomdaigazgató. Felesége Forster Emília (1854-1883), Forster János (1809-1891), királyi tanácsos, jószágigazgató, és Fehér Anna (1816-1892) lánya. 28 évesen gyermekágyi lázban halt meg.
Leányaik:
- Concha Erzsébet (1876-1958)[11]
- Concha Hedvig Anna Margit (1878-1956), házastársa: Bessenyey Ferenc[12]
- Concha Klára Paula Anna (1880-1930),[13] házastársa: Ipolyi-Keller Gyula
- Concha Emília Julianna (1882-1976)[14]

Concha Győző középiskoláit Pápán és Győrött a bencéseknél végezte. Jogot Pesten és Bécsben hallgatott, 1869-ben a pesti egyetemen jogtudományi doktori oklevelet szerzett. Az egyetem elvégzése után 1869-ben segédfogalmazó volt, 1870-ben fogalmazó a Pesti Királyi Ítélőtáblán. 1872-ben ügyvédi vizsgát tett. Ebben az évben magántanári képesítést is szerzett, és négy hónapig az akkori miniszterelnök, gróf Andrássy Gyula gyermekeinek nevelője volt.
1872-ben az újonnan alapított kolozsvári Ferenc József Tudományegyetem rendkívüli, 1874-ben pedig az alkotmány- és közigazgatási politika rendes tanárává nevezték ki. Húsz évig, 1892-ig tanított Kolozsváron, közben 1882–83-ban és 1889–90-ben a Jog- és Államtudományi Kar dékáni tisztségét is viselte. 1888-ban a kar képviselője volt a bolognai egyetem 800 éves jubileumán, valamint 1889-ben a Párizsban tartott nemzetközi szegényügyi kongresszuson is. Jelentős szerepet játszott a Kolozsvár társadalmi-politikai életében, mint az Erdélyi Magyar Közművelődési Egylet választott tagja, az Erdély-részi nőipar-egylet alelnöke, a városi törvényhatósági bizottságának tagja és az erdélyi római katolikus státuszgyűlés kolozsvári képviselője. 1873-tól a Budapesti Tudományegyetemen a politika magántanára, 1892-től 1928-ig az egyetem rendes tanára az alkotmányi és közigazgatás-politikai tanszéken. 1901–1902-ben, valamint 1915–16-ban a Jog-és Államtudományi Kar dékánja.
A Tanácsköztársaság idején nyugdíjazták, letartóztatták, majd házi őrizetben tartották. A diktatúra bukása után visszanyerte korábbi társadalmi és szakmai befolyását és részt vett a konszolidáció államberendezkedésének megalapozásában.
63 év tudományos munkásság után, 87 éves korában, 1933. április 10-én hunyt el Budapesten. Gyászszertartása az Akadémia oszlopcsarnokában volt, a Kerepesi temetőben temették el.

## Munkássága
Concha Győző a magyar közjogtudomány egyik jelentős képviselője, a politika és alkotmányelmélet konzervatív felfogású művelője, akinek eszméi hosszú ideig befolyásolták a hivatalos jogi felfogást. Széles körű munkássága az államelmélet, az alkotmányjog és a közigazgatás-tudomány kérdéseit fogta át. A 19. század végén fellendült jogfilozófiai gondolkodás pozitivista eszméivel szemben lépett fel. Legfontosabb tétele az állam eszmei, erkölcsi és jogi szerepének felértékelése volt. Hangoztatta az emberi szabadság elvét, ugyanakkor azt tanította, hogy az ember eszméje lényegileg a nemzetben, az pedig az államban valósul meg. Felfogásában a nemzet nem mint kultúrközösség, hanem mint állam jelenik meg, mert a nemzet lényege az államalkotás.
Concha a magyar politikai gondolkodásban először, a nemzetközi tudománytörténetben az elsők között tett kísérletet arra, hogy a politikára vonatkozó rendszerezett tudást kiemelje az államtudományok közül, és önálló alapra helyezze. Fő műve, a Politika, melynek az alkotmánytanról szóló első kötetével kiérdemelte az MTA nagyjutalmát. A közigazgatással foglalkozó második kötettel Sztrókay-díjat nyert. E mű az újkori európai és amerikai tudományág kialakulásával egyidejűleg megjelenő, eredeti alkotás, amellyel a magyarországi politikatudomány története kezdődött. Concha fontosnak tartotta a magyar politikai gondolkodás történetének felkutatását is, de mint egykori bencés diák, fogékony volt vallásügyi és teológiai kérdések iránt is. Számos írása közjogi, továbbá közigazgatási kérdésekkel foglalkozott. Tanulmányainak jelentős része a Budapesti Szemlében jelent meg, de jó néhány más folyóiratba is publikált. Élete végén ezek összegyűjtésével foglalkozott.
Jeles szakirodalmi munkássága miatt a Magyar Tudományos Akadémia 1886-ban levelező taggá választotta. 1900-ban rendes tag lett, 1913–1919 között a II. osztály (Filozófiai, jog- és történettudományi) elnöke. 1914-től igazgatótanácsi tag, 1922-től, valamint 1925-1929 között a Magyar Tudományos Akadémia alelnöke (másodelnök) és igazgatósági tagja volt, 1931-től tiszteleti tag.
A neves tudós 1913-tól 1918-ig a főrendiház, 1927-től a felsőház örökös tagjaként az Országos Legfelsőbb Fegyelmi Bíróság munkájában is részt vett. 1916-ban a Szent István Akadémia tiszteletbeli tagja lett, 1916 és 1922 között a II. Osztály (Filozófiai, jog- és történettudományi) elnöke, 1922-től másodelnöke. Elméleti munkássága alapján beválasztották a Magyar Filozófiai Társaság választmányi tagjai közé is.

## Díjak, kitüntetések
1898-ban az MTA Nagyjutalmában részesült. 1903-ban udvari tanácsosi címet kapott. A Signum Laudis, és a II. osztályos Magyar Érdemkereszt (a csillaggal) tulajdonosa. 1927-ben a Szegedi Egyetem tiszteletbeli doktori. Marcaltő község pedig díszpolgári címmel ajándékozta meg.

## Művei
- A közigazgatási bíráskodás az alkotmányosság és az egyéni joghoz való viszonyában. Budapest: Athenaeum, 1877. 123 p.
- A közigazgatási enquete. Budapest : Zilahy, 1881. 44 p.
- Újkori alkotmányok (I-II, Budapest, M. Tud. Akad., 1884-1888)
- 1. kötet. 314 p.
- 2. kötet. 510 p.
- A kilenczvenes évek reformeszméi és előzményeik: irodalomtörténeti vázlat. Budapest: Franklin, 1885. 243 p.
- Egyéni szabadság és parlamentarizmus Angliában, (Budapest, 1888)
- A közigazgatási javaslatról. Budapest : Hornyánszky, 1891. 96 p.
- Az államhatalmak megoszlásának elvei, (Budapest, Franklin, 1892. 48 p.)
- Politika (I. Alkotmánytan, Budapest, 1894, az MTA nagyjutalmát kapta érte)
- Politika (II, Közigazgatástan, Budapest, 1895-1905. 1-2. kötet
- 1. kötet 619 p.
- 2. kötet: 447 p.
- A Magyar Tudományos Akadémia elhúnyt tagjai fölött tartott emlékbeszédek: IX. kötet. Budapest: MTA, 1897-1899. 389 p.
- A rendőrség természete és állása szabad államban, (Budapest, 1901)
- Pulszky Ferencz : élet és jellemrajz, Budapest, 1903)
- Brassai Sámuel emlékezete, Budapest, Franklin, 1904. 43 p.)
- A jelszavakról : amerikanizmus, liberializmus, gentry. Budapest : Stephaneum Ny, 1904. 23 p.
- Politikai jegyzetek. Budapest : Politzer, 1893. 1-2. kötet
- 1.kötet: Alkotmánytan és társadalomtan: 374 p.
- 2.kötet: Közigazgatástan: 163 p.
- Politika. Budapest : Grill Károly Könyvk., 1905-1907. 1-2. kötet
- 1.kötet 1. része: Alkotmánytan: 318 p.
- 1.kötet 2. része: Alkotmánytan: 352 p.
- 2.kötet : Közigazgatástan: 447 p.
- Megint jelszavakról: (katholicizmus, nacionalizmus, sovinizmus és nemzeti érzület). Budapest, Szent-István Társ., 1907. 33 p. Online
- A választójog reformja. Budapest : Grill, 1907. 43 p.
- Báró Eötvös József állambölcselete és a külföldi kritika (Budapest, Athenaeum, 1908. 75 p.)
- Pulszky Ferencz. Budapest : Franklin, 1910. 104 p.
- A keresztény vallás a társadalom harcaiban. (Budapest, Szent-István-Társulat Tudományos és Irodalmi Osztálya, 1912. 33 p.)
- A laikus morál válsága. Budapest: Szt. István Társulat, 1912. 14 p.
- A választói jog reformja: A m. kir. miniszterelnök felhívása folytán megtartott előadás-sorozat. Budapest : Pfeifer, 1912. 208 p.
- Eötvös és Montalembert barátsága: adalék a magyar katholikusok autonómiájának kezdeteihez (Budapest, Szent István Társulat, 1918. 333 p.)
- Szabó Béla elfeledett közjogászunk. Budapest : Franklin-Társulat, 1918. [46]-70 p.
- Hatvan év tudományos mozgalmai között (I-II, Budapest, 1928-1935)
- 1.kötet: 645 p.
- 2.kötet: 664 p.

(Művei elérhetőek az MTDA-ban)

### Reprintben megjelent művei
- A kilencvenes évek reformeszméi és előzményeik. (Historia Incognita III. sorozat Zsebkönyvek 5. kötet). Máriabesnyő-Gödöllő, 2005. 182. Attraktor.
- A konzervatív és a liberális elv. Válogatott tanulmányok 1872-1927. /Válogatás a Hatvan év tudományos mozgalmai között I-II. kötetből/. S.a.r.: Szegő Yvette. (Historia Incognita II. sorozat Jogtudomány 4. kötet) Máriabesnyő-Gödöllő, 2005. 284. Attraktor.
- Politika. Első kötet: Alkotmánytan. Koi Gyula bevezető tanulmányával. Sorozatszerkesztők: Patyi András – Trócsányi László. Államtudományi klasszikusok 7. Budapest, 2019. xliv., xii., 619. Dialóg Campus – Nordex Kiadó Kft.. /Előtanulmány: Koi Gyula: "Országlás és szabadság egy." Bevezető tanulmány Concha Győző államtudományi munkája, a Politika című könyv alkotmánytani kötetéhez. i-xliv./ (ISBN 9786155945465)

### Concha Győző munkásságával foglalkozó források

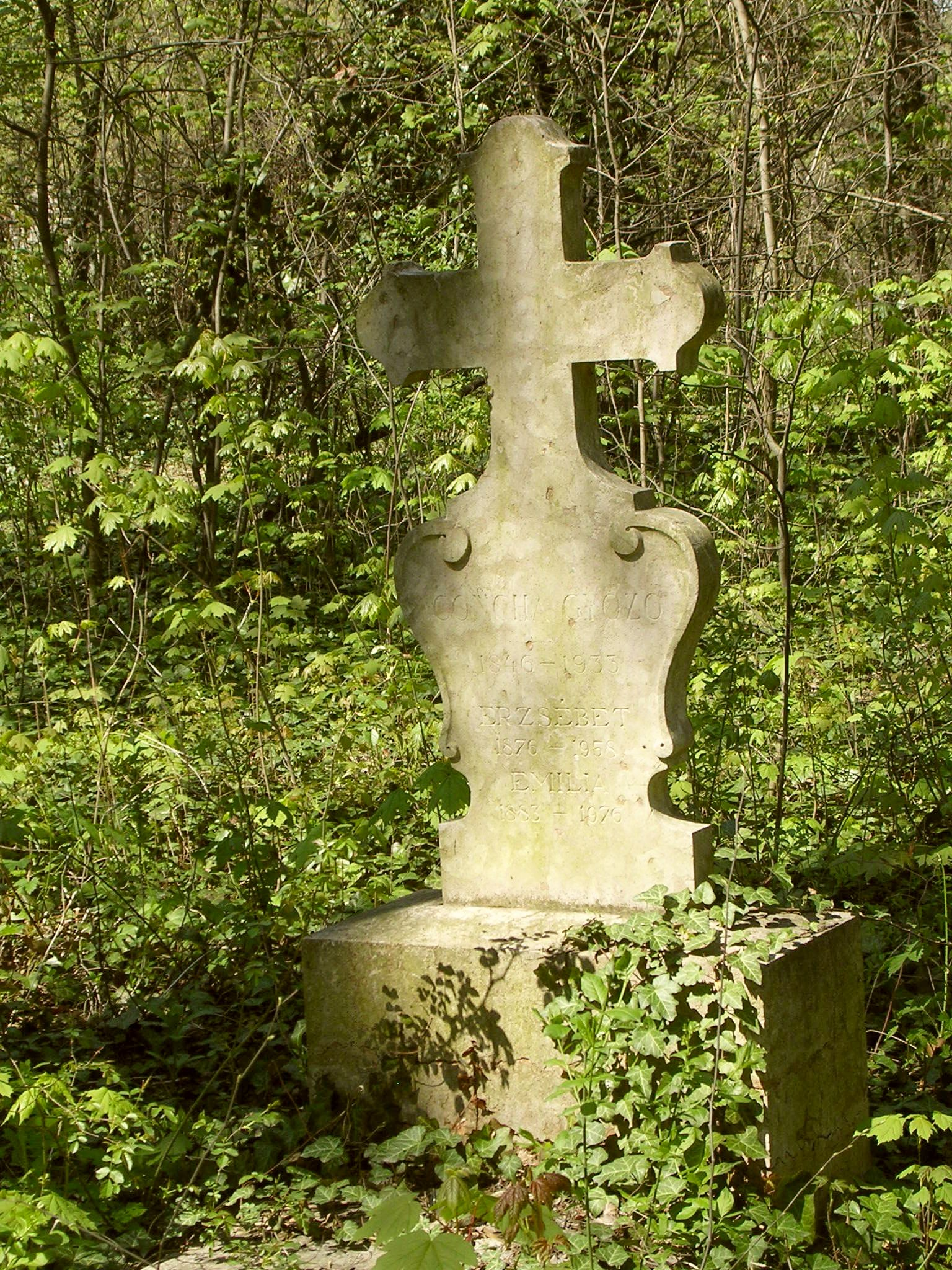
Sírja a Fiumei úti sírkertben, 2005-ben. 47-1-88

- Balogh István: Concha Győző és a magyar politikatudomány születése. In: Glatz Ferenc (szerk.): Közgyűlési előadások, 2000. november : 175 éves a Magyar Tudományos Akadémia. Budapest, Magyar Tudományos Akadémia, 2002. 515-530.
- Egresi Katalin: Concha Győző konzervatív állameszméje. Jog Állam Politika 1. évf. (2009) 1. sz. 77-107.
- Koi Gyula: A „prikulicsnak nézett” Brassai [Sámuel], a „törpe termetű Dávid” Gyulai [Pál], az „antiracionalista” Szarvas [Gábor]: Concha Győző munkásságának fejlődésvonala egy kortársairól írott alkalmi megemlékezés villámfényében. In: Pongrácz, Alex (szerk.) Ünnepi tanulmányok a 65 éves Cs. Kiss Lajos tiszteletére. Ut vocatio scientia. Budapest, Magyarország : Ludovika Egyetemi Kiadó, 2021. 229-242. ISBN 9789635314669 ISBN 9789635314652 ISBN 9789635314676 /Egy ismeretlen Concha-levél forrásközlésével).
- Koi Gyula: "Országlás és szabadság egy." Bevezető tanulmány Concha Győző államtudományi munkája, a Politika című könyv alkotmánytani kötetéhez. i-xliv. In Politika. Első kötet: Alkotmánytan. Koi Gyula bevezető tanulmányával. Sorozatszerkesztők: Patyi András – Trócsányi László. Államtudományi klasszikusok 7. Budapest, 2019. xliv., xii., 619. Dialóg Campus – Nordex Kiadó Kft. (ISBN 9786155945465)
- Koi Gyula: Concha Győző elmélete a hatalommegosztásról. Pro Publico Bono – Magyar Közigazgatás 7. évf. (2018) 1. sz. 168-187.
- Koi Gyula: Külföldi forrásismeret és forráskezelés Concha Győző közigazgatási jogi és közigazgatástani munkásságában (1869-1905) a municipalizmus példáján keresztül. Pro Publico Bono – Magyar Közigazgatás 7. évf. (2015) 3. sz. 197-205.
- Koi Gyula: A közigazgatástan érett korszaka: Concha Győző. In: Koi Gyula: A közigazgatás-tudományi nézetek fejlődése: külföldi hatások a magyar közigazgatási jog és a közigazgatástan művelésében a kameralisztika időszakától a Magyary-iskola koráig. Budapest, Nemzeti Közszolgálati és Tankönyv Kiadó Zrt. (2014) , 487 p.; 211-223. (ISBN 9786155344640)
- Koi Gyula: Évszázadok mezsgyéjén. Négy magyar közigazgatás-tudós útkeresése és életpéldája. Zsoldos Ignác (1803–1885), Récsi Emil (1822–1864), Concha Győző (1846–1933), Magyary Zoltán (1888–1945); Nemzeti Közszolgálati Egyetem, Budapest, 2013, 178. (ISBN 9786155344411)
- Koi Gyula: Francia és német hatások Concha Győző közigazgatás-tudományi munkásságában. Jogtörténeti Szemle 13. évf. (2011) 40-46.
- Kupa László: Föltámadt-e Machiavelli?: Concha Győző, a nemzetállami paradigma képviselője. In: Háda, Béla; Ligeti, Dávid; Majoros, István; Maruzsa, Zoltán; Merényi, Krisztina (szerk.) Nemzetek és birodalmak : Diószegi István 80 éves. Budapest, ELTE Új- és Jelenkori Egyetemes Történeti Tanszék, 2010. 373-392.
- Pócza Kálmán: Concha Győző /címszó/. In: Pásztor, Péter (főszerk.); Egedy, Gergely; Filep, Tamás Gusztáv; Karácsony, András; Király, Miklós; Mezei, Balázs; Pesti, Sándor (szerk.) Magyar politikai enciklopédia. Budapest, Mathias Corvinus Collegium/Tihanyi Alapítvány, (2019) pp. 102–102. , 1 p.
- Vasas Tamás: Az egészséges élethez való jog és a közegészségügyi igazgatás kapcsolata Concha Győző értelmezésében. Magyar Jog 66. évf. (2019) 12. sz. 727-732.
- Vasas Tamás: Concha Győző törvényhozási elmélete. In: Koncz István – Szova Ilona (szerk.) PEME XVI. PhD – Konferencia. A 15 éves PEME XVI. PhD – Konferenciájának előadásai (Budapest, 2018. április 11.). Budapest, Professzorok az Európai Magyarországért Egyesület, 2018. 113-121.
- Vasas Tamás: A konzervativizmus és a liberalizmus Concha Győző gondolkodásában. Debreceni Jogi műhely 15. évf. (2018) 1-2. sz. 15-20.